# Список королев Германии

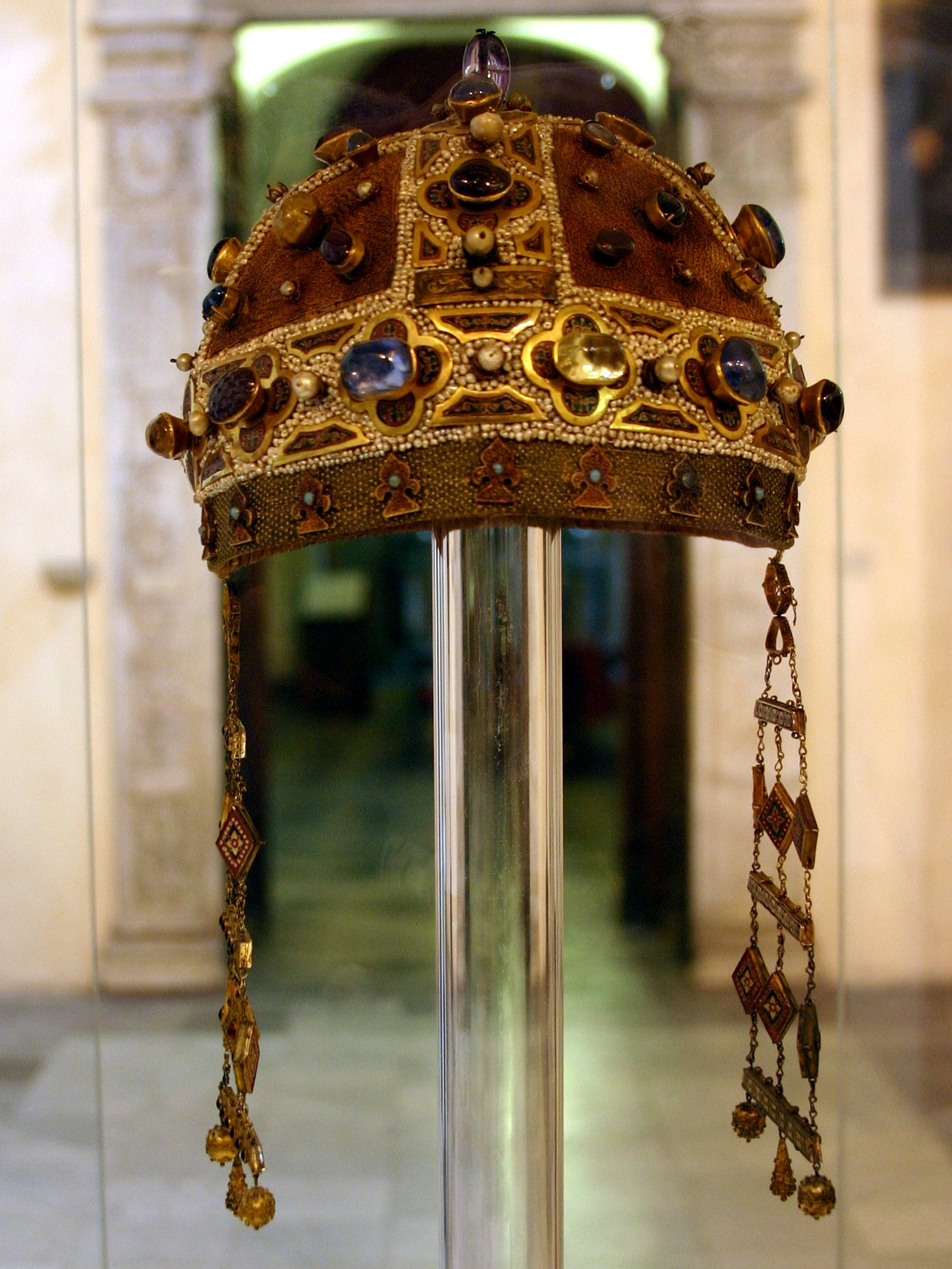
Корона Констанции Арагонской, императрицы Священной Римской империи и королевы Германии.

Королева Германии (нем. Königin) — титул, который носили супруги королей Германии. До правления императора Максимилиана I официальный титул — Римская королева (лат. Regina Romanorum, нем. Königin der Römer).
В истории Германии нет царствующих королев, поскольку женщинам было править. Однако королева Чехии и Венгрии Мария Терезия (1745—1780) считается де-факто правящей императрицей Священной Римской империи (в состав которой входило королевство Германия). Несмотря на то, что её супруг был избран императором, именно Мария Терезия правила империей и продолжала это делать даже после смерти мужа, прежде чем разделить власть со своим сыном, императором Иосифом II.

## Королевы Восточной Франкии (Германии)
Франкское королевство было разделено согласно Верденскому договору в 843 году. Лотарь I стал императором и получил недавно созданное Средне-Франкское королевство; Карл II Лысый получил Западно-Франкское королевство (современная Франция); а Людовик II Немецкий получил Восточно-Франкское королевство (современная Германия).
Таким образом, жены королей Восточно-Франкского королевства являлись германскими королевами (до избрания Генриха I Птицелова — королевами Восточной Франкии), но не всегда были императрицами.

### Каролинги
| Изображение | Имя                  | Отец                                   | Дата рождения | Брак          | Стала королевой | Стала императрицей   | Перестала быть консортом                                                               | Смерть              | Супруг              |
| ----------- | -------------------- | -------------------------------------- | ------------- | ------------- | --------------- | -------------------- | -------------------------------------------------------------------------------------- | ------------------- | ------------------- |
|             | Эмма Баварская       | Вельф I, граф Аргенгау (Вельфы)        | 808           | 827           | 11 августа 843  | не была императрицей | 31 января 876                                                                          | 31 января 876       | Людовик II Немецкий |
|             | Лиутгарда Саксонская | Людольф, герцог Саксонии (Людольфинги) | ок. 845       | 29 ноября 874 | 26 августа 876  | не была императрицей | 20 января 882                                                                          | 17/30 ноября 885    | Людовик III         |
|             | Рихарда Швабская     | Эрхангер I, граф Швабии (Ахалольфинги) | ок. 840       | 862           | 20 января 882   | 12 февраля 881       | Королева: 11 ноября 887 муж низложен как король Императрица: 13 января 888 смерть мужа | 18 сентября 894/896 | Карл III Толстый    |
|             | Ода                  | Беренгар, граф Гессенгау (Конрадины)   | ок. 874       | 888           | 888             | 22 февраля 896       | 8 декабря 899                                                                          | 30 ноября 903       | Арнульф             |

### Конрадины
| Изображение | Имя                | Отец                                   | Дата рождения | Брак | Стала королевой | Стала императрицей   | Перестала быть консортом | Смерть              | Супруг   |
| ----------- | ------------------ | -------------------------------------- | ------------- | ---- | --------------- | -------------------- | ------------------------ | ------------------- | -------- |
|             | Кунигунда Швабская | Бертольд I, граф Швабии (Ахалольфинги) | ок. 870       | 913  | 913             | не была императрицей | 23 декабря 918           | 7 февраля после 918 | Конрад I |

## Королевы Германии

### Оттоны
| Изображение | Имя                      | Отец                                                 | Дата рождения | Брак          | Стала королевой | Стала императрицей                                                                                                | Перестала быть консортом  | Смерть         | Супруг    |
| ----------- | ------------------------ | ---------------------------------------------------- | ------------- | ------------- | --------------- | --- | ------------------------- | -------------- | --------- |
|             | Матильда Вестфальская    | Дитрих Рингельхаймский, граф Вестфалии (Иммедингеры) | ок. 895       | 909           | 23 апреля 919   | не была императрицей                                                                                              | 2 июля 936                | 14 марта 968   | Генрих I  |
|             | Эдит Английская          | Эдуард Старший, король Англии (Уэссексская династия) | 910           | 929           | 7 августа 936   | не была императрицей                                                                                              | 26 января 946             | 26 января 946  | Оттон I   |
|             | Адельгейда Бургундская   | Рудольф II, король Бургундии (Вельфы)                | 931           | 951           | 951             | 2 февраля 962 (коронация) Регент своего внука Оттона III до его совершеннолетия.                                  | 7 мая 973                 | 16 декабря 999 | Оттон I   |
|             | Феофано Византийская     | Константин Склир (Склиры)                            | 960           | 14 апреля 972 | 14 апреля 972   | 14 апреля 972 муж как соимператор со своим отцом/ 7 мая 973 муж как единоличный император Коронация 14 апреля 972 | 7 декабря 983 смерть мужа | 15 июня 991    | Оттон II  |
|             | Кунигунда Люксембургская | Зигфрид, граф Люксембурга (Вигерихиды)               | ок. 975       | 999           | 17 июня 1002    | 26 апреля 1014 | 13 июля 1024              | 3 марта 1033   | Генрих II |

### Салическая династия
| Изображение | Имя                          | Отец                                                      | Дата рождения    | Брак            | Стала королевой | Стала императрицей   | Перестала быть консортом                 | Смерть           | Супруг     |
| ----------- | ---------------------------- | --------------------------------------------------------- | ---------------- | --------------- | --------------- | -------------------- | ---------------------------------------- | ---------------- | ---------- |
|             | Гизела Швабская              | Герман II, герцог Швабии (Конрадины)                      | 11 ноября 995    | 1016            | 8 сентября 1024 | 26 марта 1027        | 4 июня 1039 смерть мужа                  | 14 февраля 1043  | Конрад II  |
|             | Гунхильда Датская            | Кнуд Великий, король Дании, Англии и Норвегии (Кнютлинги) | ок. 1020         | 1036            | 1036            | не была императрицей | 1038                                     | 1038             | Генрих III |
|             | Агнеса де Пуатье             | Гильом V, герцог Аквитании (Рамнульфиды)                  | 1025             | 21 ноября 1043  | 21 ноября 1043  | 25 декабря 1046      | 5 октября 1056                           | 14 декабря 1077  | Генрих III |
|             | Берта Савойская              | Оттон I, граф Савойи (Савойский дом)                      | 21 сентября 1051 | 13 июля 1066    | 13 июля 1066    | 21 марта 1084        | 27 декабря 1087                          | 27 декабря 1087  | Генрих IV  |
|             | Евпраксия Всеволодовна       | Всеволод Ярославич, князь киевский (Рюриковичи)           | 1071             | 14 августа 1089 | 14 августа 1089 | 14 августа 1089      | 31 декабря 1105 смещение мужа с престола | 20 июля 1109     | Генрих IV  |
|             | Констанция, королева Сицилии | Рожер I, граф Сицилии (Отвили)                            | 1077—1087        | 1095            | 1095            | не была императрицей | 1098 смещение мужа с престола            | 27 ноября 1198   | Конрад II  |
|             | Матильда Английская          | Генрих I, король Англии (Норманны)                        | 7 февраля 1101   | 7 января 1114   | 7 января 1114   | 7 января 1114        | 23 мая 1125                              | 10 сентября 1167 | Генрих V   |

### Супплинбурги
| Изображение | Имя                  | Отец                                       | Дата рождения | Брак     | Стала королевой | Стала императрицей | Перестала быть консортом | Смерть       | Супруг    |
| ----------- | -------------------- | ------------------------------------------ | ------------- | -------- | --------------- | ------------------ | ------------------------ | ------------ | --------- |
|             | Рихенза Нортхеймская | Генрих Толстый, граф Нортхейма (Нортхеймы) | ок. 1087/89   | ок. 1100 | 30 августа 1125 | 4 июня 1133        | 4 декабря 1137           | 10 июня 1141 | Лотарь II |

### Гогенштауфены(1)
| Изображение | Имя                                         | Отец                                                  | Дата рождения | Брак           | Стала королевой               | Стала императрицей   | Перестала быть консортом   | Смерть          | Супруг          |
| ----------- | ------------------------------------------- | ----------------------------------------------------- | ------------- | -------------- | ----------------------------- | -------------------- | -------------------------- | --------------- | --------------- |
|             | Гертруда фон Ротенбург королева в оппозиции | Генрих, граф Ротенбурга                               | ок. 1095      | ок. 1115       | 1127 муж как король оппозиции | не была императрицей | ок. 1130/1131              | ок. 1130/1131   | Конрад III      |
|             | Гертруда Зульцбахская                       | Беренгар II, граф Зульцбаха                           | ок. 1114      | 1136           | 7 марта 1138                  | не была императрицей | 14 апреля 1146             | 14 апреля 1146  | Конрад III      |
|             | Адела фон Фобург                            | Дипольд III фон Фобург, маркграф Нордгау (Рапотониды) | ок. 1128      | 1147           | 4 марта 1152                  | не была императрицей | март 1153 брак аннулирован | после 1187      | Фридрих I       |
|             | Беатриса Бургундская                        | Рено III, граф Бургундии (Анскариды)                  | 1143          | 9 июня 1156    | 9 июня 1156                   | 9 июня 1156          | 15 ноября 1184             | 15 ноября 1184  | Фридрих I       |
|             | Констанция Сицилийская                      | Рожер II, король Сицилии (Отвили)                     | 1154          | 27 января 1186 | 27 января 1186                | 14 апреля 1191       | 28 сентября 1197           | 27 ноября 1198  | Генрих VI       |
|             | Ирина Ангелина                              | Исаак II Ангел, император Византии (Ангелы)           | 1177/1181     | 25 мая 1197    | 6 марта 1198                  | не была императрицей | 21 июня 1208               | 27 августа 1208 | Филипп Швабский |

### Вельфы
| Изображение | Имя               | Отец                                    | Дата рождения | Брак              | Стала королевой   | Стала императрицей | Перестала быть консортом             | Смерть   | Супруг   |
| ----------- | ----------------- | --------------------------------------- | ------------- | ----------------- | ----------------- | ------------------ | ------------------------------------ | -------- | -------- |
|             | Беатриса Швабская | Филипп, король Германии (Гогенштауфены) | 1198          | 1209 или 1212     | 1209 или 1212     | 1209 или 1212      | 1212                                 | 1212     | Оттон IV |
|             | Мария Брабантская | Генрих I, герцог Брабанта (Регинариды)  | ок. 1190      | после 19 мая 1214 | после 19 мая 1214 | после 19 мая 1214  | 5 июля 1215 смещение мужа с престола | май 1260 | Оттон IV |

### Гогенштауфены(2)
| Изображение | Имя                     | Отец                                           | Дата рождения | Брак            | Стала королевой                                                             | Стала императрицей   | Перестала быть консортом                                                      | Смерть          | Супруг       |
| ----------- | ----------------------- | ---------------------------------------------- | ------------- | --------------- | --------------------------------------------------------------------------- | -------------------- | ----------------------------------------------------------------------------- | --------------- | ------------ |
|             | Констанция Арагонская   | Альфонсо II, король Арагона (Барселонский дом) | 1179          | 5 августа 1209  | 1211—1212 муж как король оппозиции/ 5 июля 1215 муж как единственный король | 22 ноября 1220       | Королева: 23 апреля 1220 избрание сына королём Императрица до своей смерти    | 23 июня 1222    | Фридрих II   |
|             | Изабелла Английская     | Иоанн, король Англии (Плантагенеты)            | 1214          | 15/20 июля 1235 | 15/20 июля 1235                                                             | 15/20 июля 1235      | Королева: май 1237 второй сын мужа избран королём Императрица до своей смерти | 1 декабря 1241  | Фридрих II   |
|             | Маргарита фон Бабенберг | Леопольд VI, герцог Австрии (Бабенберги)       | ок. 1204      | 29 ноября 1225  | 29 ноября 1225 Коронация 23 марта 1227                                      | не была императрицей | 4 июля 1235 смещение мужа с престола                                          | 29 октября 1266 | Генрих (VII) |
|             | Елизавета Баварская     | Оттон II, герцог Баварии (Виттельсбахи)        | 1227          | 1 сентября 1246 | 1 сентября 1246                                                             | не была императрицей | 21 мая 1254                                                                   | 9 октября 1273  | Конрад IV    |

### Габсбурги(1)
| Изображение | Имя                    | Отец                                                | Дата рождения | Брак           | Стала королевой  | Стала императрицей   | Перестала быть консортом | Смерть          | Супруг    |
| ----------- | ---------------------- | --------------------------------------------------- | ------------- | -------------- | ---------------- | -------------------- | ------------------------ | --------------- | --------- |
|             | Гертруда Гогенбергская | Буркхард V, граф Гогенберга (Гогенцоллерны)         | 1225          | 1245           | 29 сентября 1273 | не была императрицей | 16 февраля 1281          | 16 февраля 1281 | Рудольф I |
|             | Изабелла Бургундская   | Гуго IV, герцог Бургундии (Старший Бургундский дом) | ок. 1270      | 6 февраля 1284 | 6 февраля 1284   | не была императрицей | 15 июля 1291 смерть мужа | ок. 1323        | Рудольф I |

### Нассауский дом
| Изображение | Имя                          | Отец                                      | Дата рождения | Брак | Стала королевой | Стала императрицей   | Перестала быть консортом | Смерть           | Супруг |
| ----------- | ---------------------------- | ----------------------------------------- | ------------- | ---- | --------------- | -------------------- | ------------------------ | ---------------- | ------ |
|             | Имажина фон Изенбург-Лимбург | Герлах I фон Изенбург-Лимбург (Изенбурги) | 1259          | 1271 | 5 мая 1292      | не была императрицей | 23 июня 1298             | 29 сентября 1313 | Адольф |

### Габсбурги(2)
| Изображение | Имя                    | Отец                                   | Дата рождения | Брак            | Стала королевой | Стала императрицей   | Перестала быть консортом | Смерть          | Супруг     |
| ----------- | ---------------------- | -------------------------------------- | ------------- | --------------- | --------------- | -------------------- | ------------------------ | --------------- | ---------- |
|             | Елизавета Каринтийская | Мейнхард II, граф Тироля (Мейнхардины) | ок. 1262      | 20 декабря 1274 | 27 июля 1298    | не была императрицей | 1 мая 1308               | 28 октября 1312 | Альбрехт I |

### Люксембурги(1)
| Изображение | Имя                   | Отец                                | Дата рождения  | Брак        | Стала королевой | Стала императрицей   | Перестала быть консортом | Смерть          | Супруг     |
| ----------- | --------------------- | ----------------------------------- | -------------- | ----------- | --------------- | -------------------- | ------------------------ | --------------- | ---------- |
|             | Маргарита Брабантская | Жан I, герцог Брабанта (Регинариды) | 4 октября 1276 | 9 июля 1292 | 27 ноября 1308  | не была императрицей | 14 декабря 1311          | 14 декабря 1311 | Генрих VII |

### Габсбурги(3)
| Изображение | Имя                 | Отец                                                  | Дата рождения | Брак        | Стала королевой                                                                    | Стала императрицей   | Перестала быть консортом                                                      | Смерть       | Супруг        |
| ----------- | ------------------- | ----------------------------------------------------- | ------------- | ----------- | ---------------------------------------------------------------------------------- | -------------------- | ----------------------------------------------------------------------------- | ------------ | ------------- |
|             | Изабелла Арагонская | Хайме II, король Арагона и Сицилии (Барселонский дом) | 1296          | 11 мая 1314 | 19 октября 1315 муж как король оппозиции/ 5 сентября 1325 муж признан соправителем | не была императрицей | 28 сентября 1322 отказ мужа от притязаний на трон/ 13 января 1330 смерть мужа | 12 июля 1330 | Фридрих (III) |

### Виттельсбахи(1)
| Изображение | Имя                            | Отец                                 | Дата рождения | Брак            | Стала королевой               | Стала императрицей   | Перестала быть консортом | Смерть          | Супруг     |
| ----------- | ------------------------------ | ------------------------------------ | ------------- | --------------- | ----------------------------- | -------------------- | ------------------------ | --------------- | ---------- |
|             | Беатриса Силезская             | Болеслав I, князь свидницкий (Пясты) | 1290          | 1308            | 20 октября 1314 избрание мужа | не была императрицей | 24 августа 1322          | 24 августа 1322 | Людовик IV |
|             | Маргарита I, графиня Голландии | Вильгельм, граф Голландии (Авены)    | 1311          | 26 февраля 1324 | 26 февраля 1324               | январь 1328          | 11 октября 1347          | 23 июня 1356    | Людовик IV |

### Люксембурги(2)
| Изображение | Имя                   | Отец                                           | Дата рождения    | Брак             | Стала королевой                       | Стала императрицей           | Перестала быть консортом                 | Смерть           | Супруг  |
| ----------- | --------------------- | ---------------------------------------------- | ---------------- | ---------------- | ------------------------------------- | ---------------------------- | ---------------------------------------- | ---------------- | ------- |
|             | Бланка Валуа          | Карл Валуа (Валуа)                             | 1316             | май 1329         | 11 июля 1346 муж как король оппозиции | не была императрицей         | 1 августа 1348                           | 1 августа 1348   | Карл IV |
|             | Анна Баварская        | Рудольф II, пфальцграф Рейнский (Виттельсбахи) | 26 сентября 1329 | 4 марта 1349     | 17 июня 1349 избрание мужа            | не была императрицей         | 2 февраля 1353                           | 2 февраля 1353   | Карл IV |
|             | Анна Свидницкая       | Генрих II, князь свидницкий (Силезские Пясты)  | ок. 1339         | 27 мая 1353      | 27 мая 1353                           | 5 апреля 1355 коронация мужа | 11 июля 1362                             | 11 июля 1362     | Карл IV |
|             | Елизавета Померанская | Богуслав V, князь Померании (Грифичи)          | 1347             | 21 мая 1363      | 21 мая 1363                           | 1 ноября 1368 коронация      | 29 ноября 1378 смерть мужа               | 14 февраля 1393  | Карл IV |
|             | Иоганна Баварская     | Альбрехт, граф Голландии (Виттельсбахи)        | ок. 1362         | 29 сентября 1370 | 10 июня 1376                          | не была императрицей         | 31 декабря 1386                          | 31 декабря 1386  | Венцель |
|             | София Баварская       | Иоганн II, герцог Баварии (Виттельсбахи)       | 1376             | 2 мая 1389       | 2 мая 1389                            | не была императрицей         | 20 августа 1400 смещение мужа с престола | 26 сентября 1425 | Венцель |

### Виттельсбахи(2)
| Изображение | Имя                    | Отец                                          | Дата рождения | Брак         | Стала королевой               | Стала императрицей   | Перестала быть консортом | Смерть       | Супруг  |
| ----------- | ---------------------- | --------------------------------------------- | ------------- | ------------ | ----------------------------- | -------------------- | ------------------------ | ------------ | ------- |
|             | Елизавета Нюрнбергская | Фридрих V, бургграф Нюрнберга (Гогенцоллерны) | 1358          | 27 июня 1374 | 21 августа 1400 избрание мужа | не была императрицей | 18 мая 1410 смерть мужа  | 26 июля 1411 | Рупрехт |

### Люксембурги(3)
| Изображение | Имя           | Отец                          | Дата рождения     | Брак | Стала королевой            | Стала императрицей         | Перестала быть консортом   | Смерть       | Супруг    |
| ----------- | ------------- | ----------------------------- | ----------------- | ---- | -------------------------- | -------------------------- | -------------------------- | ------------ | --------- |
|             | Барбара Цилли | Герман II, граф Целе (Циллеи) | между 1390 и 1395 | 1408 | 21 июля 1411 избрание мужа | 31 мая 1433 коронация мужа | 9 декабря 1437 смерть мужа | 11 июля 1451 | Сигизмунд |

### Габсбурги(4)
| Изображение | Имя                                              | Отец                                                      | Дата рождения                  | Брак             | Стала королевой               | Стала императрицей                                  | Перестала быть консортом    | Смерть          | Супруг         |
| ----------- | ------------------------------------------------ | --------------------------------------------------------- | ------------------------------ | ---------------- | ----------------------------- | --------------------------------------------------- | --------------------------- | --------------- | -------------- |
|             | Елизавета Люксембургская                         | Император Сигизмунд (Люксембурги)                         | 1409                           | 1422             | 18 марта 1438 избрание мужа   | не была императрицей                                | 27 октября 1439 смерть мужа | 25 декабря 1442 | Альбрехт II    |
|             | Элеонора Елена Португальская                     | Дуарте I, король Португалии (Ависский дом)                | 18 сентября 1434               | 16 марта 1452    | 16 марта 1452                 | 19 марта 1452 коронация мужа                        | 3 сентября 1467             | 3 сентября 1467 | Фридрих III    |
|             | Бьянка Мария Миланская                           | Галеаццо Мария Сфорца, герцог Милана (Сфорца)             | 5 апреля 1472                  | 16 марта 1494    | 16 марта 1494                 | 4 февраля 1508 муж объявлен «избранным императором» | 31 декабря 1510             | 31 декабря 1510 | Максимилиан I  |
|             | Изабелла Португальская                           | Мануэл I, король Португалии (Ависский дом)                | 23 октября 1503                | 10 марта 1526    | 10 марта 1526                 | 24 февраля 1530 коронация мужа                      | 1 мая 1539                  | 1 мая 1539      | Карл V         |
|             | Анна Ягеллонка                                   | Владислав II, король Чехии и Венгрии (Ягеллоны)           | 23 июля 1503                   | 25 мая 1521      | январь 1531 избрание мужа     | не была императрицей                                | 27 января 1547              | 27 января 1547  | Фердинанд I    |
|             | Мария Испанская                                  | Император Карл V (Габсбурги)                              | 21 июня 1528                   | 13 сентября 1548 | ноябрь 1562 избрание мужа     | 25 июля 1564 вступление мужа на престол             | 12 октября 1576 смерть мужа | 26 февраля 1603 | Максимилиан II |
|             | Анна Тирольская                                  | Фердинанд II, эрцгерцог Австрии (Габсбурги)               | 4 октября 1585                 | 4 декабря 1611   | 13 июня 1612 избрание мужа    | 13 июня 1612 избрание мужа                          | 14 декабря 1618             | 14 декабря 1618 | Матвей         |
|             | Элеонора Мантуанская                             | Винченцо I, герцог Мантуи (Гонзага)                       | 23 сентября (23 февраля?) 1598 | 4 февраля 1622   | 4 февраля 1622                | 4 февраля 1622                                      | 15 февраля 1637 смерть мужа | 27 июня 1655    | Фердинанд II   |
|             | Мария Анна Испанская                             | Филипп III, король Испании (Габсбурги)                    | 18 августа 1606                | 20 февраля 1631  | 22 декабря 1636 избрание мужа | 15 февраля 1637 восхождение мужа на престол         | 13 мая 1646                 | 13 мая 1646     | Фердинанд III  |
|             | Мария Леопольдина Австрийская                    | Леопольд V, эрцгерцог Австрии (Габсбурги)                 | 6 апреля 1632                  | 2 июля 1648      | 2 июля 1648                   | 2 июля 1648                                         | 7 августа 1649              | 7 августа 1649  | Фердинанд III  |
|             | Элеонора Мантуанская                             | Карл II, герцог Мантуи (Гонзага)                          | 18 ноября 1630                 | 30 апреля 1651   | 30 апреля 1651                | 30 апреля 1651                                      | 2 апреля 1657 смерть мужа   | 6 декабря 1686  | Фердинанд III  |
|             | Маргарита Тереза Испанская                       | Филипп IV, король Испании (Габсбурги)                     | 12 июля 1651                   | 12 декабря 1666  | 12 декабря 1666               | 12 декабря 1666                                     | 12 марта 1673               | 12 марта 1673   | Леопольд I     |
|             | Клавдия Фелицита Австрийская                     | Фердинанд Карл, эрцгерцог Австрии (Габсбурги)             | 30 мая 1653                    | 15 октября 1673  | 15 октября 1673               | 15 октября 1673                                     | 8 апреля 1676               | 8 апреля 1676   | Леопольд I     |
|             | Элеонора Нейбургская                             | Филипп Вильгельм, курфюрст Пфальца (Виттельсбахи)         | 6 января 1655                  | 14 декабря 1676  | 14 декабря 1676               | 14 декабря 1676                                     | 5 мая 1705 смерть мужа      | 19 января 1720  | Леопольд I     |
|             | Вильгельмина Брауншвейг-Люнебургская             | Иоганн Фридрих, князь Брауншвейг-Каленберга (Вельфы)      | 21 апреля 1673                 | 24 февраля 1699  | 24 февраля 1699               | 5 мая 1705 восхождение мужа на престол              | 17 апреля 1711 смерть мужа  | 10 апреля 1742  | Иосиф I        |
|             | Елизавета Кристина Брауншвейг-Вольфенбюттельская | Людвиг Рудольф, герцог Брауншвейг-Вольфенбюттеля (Вельфы) | 28 августа (28 сентября?) 1691 | 1 августа 1708   | декабрь 1711 избрание мужа    | декабрь 1711 избрание мужа                          | 20 октября 1740 смерть мужа | 21 декабря 1750 | Карл VI        |

### Виттельсбахи(3)
| Изображение | Имя                      | Отец                          | Дата рождения   | Брак           | Стала королевой              | Стала императрицей           | Перестала быть консортом   | Смерть          | Супруг   |
| ----------- | ------------------------ | ----------------------------- | --------------- | -------------- | ---------------------------- | ---------------------------- | -------------------------- | --------------- | -------- |
|             | Мария Амалия Австрийская | Император Иосиф I (Габсбурги) | 22 октября 1701 | 5 октября 1722 | 24 января 1742 избрание мужа | 24 января 1742 избрание мужа | 20 января 1745 смерть мужа | 11 декабря 1756 | Карл VII |

### Габсбурги-Лотарингские
| Изображение | Имя                                | Отец                                        | Дата рождения  | Брак            | Стала королевой                | Стала императрицей                         | Перестала быть консортом      | Смерть         | Супруг      |
| ----------- | ---------------------------------- | ------------------------------------------- | -------------- | --------------- | ------------------------------ | ------------------------------------------ | ----------------------------- | -------------- | ----------- |
|             | Мария Терезия Австрийская          | Император Карл VI (Габсбурги)               | 13 мая 1717    | 12 февраля 1736 | 13 сентября 1745 избрание мужа | 13 сентября 1745 избрание мужа             | 18 августа 1765 смерть мужа   | 29 ноября 1780 | Франц I     |
|             | Мария Йозефа Баварская             | Император Карл VII (Виттельсбахи)           | 30 марта 1739  | 23 января 1765  | 23 января 1765                 | 18 августа 1765 вступление мужа на престол | 28 мая 1767                   | 28 мая 1767    | Иосиф II    |
|             | Мария-Луиза Испанская              | Карл III, король Испании (Бурбоны)          | 24 ноября 1745 | 5 августа 1765  | 30 сентября 1790 избрание мужа | 30 сентября 1790 избрание мужа             | 1 марта 1792 смерть мужа      | 15 мая 1792    | Леопольд II |
|             | Мария Тереза Бурбон-Неаполитанская | Фердинанд I, король Обеих Сицилий (Бурбоны) | 6 июня 1772    | 15 августа 1790 | 5 июля 1792 избрание мужа      | 5 июля 1792 избрание мужа                  | 6 августа 1806 отречение мужа | 13 апреля 1807 | Франц II    |

## Супруги антикоролей Германии
Перечисленные ниже женщины были супругами антикоролей Германии, которые притязали на престол, но официально не были признаны королями:
- Аделаида Туринская (ум. 1080). Жена Рудольфа, графа Рейнфельденского и антикороля в 1077—1080 годах.
- Беатриса Брабантская (1225 — 11 ноября 1288). 10 марта 1241 года стала второй женой Генриха Распе, антикороля в 1246—1247 годах.
- Елизавета Брауншвейгская (ум. 1266). Жена Вильгельма II, графа Голландии, который был избран антикоролём Германии в 1247 году. Он был коронован в Ахене в 1248 году и женился на Елизавете в 1252 году.
- Санча Прованская (1225—1261) и Беатриса фон Фалькенбург (ум. 1277). Вторая и третья (1269) супруги Ричарда Корнуоллского, соответственно. Ричард Корнуоллский был избран антикоролём в период междуцарствия в надежде, что он восстановит мир в Германии. Он был коронован а Ахене в 1257 году вместе с Санчей.
- Виоланта Арагонская (1236—1301). Супруга короля Кастилии и Леона Альфонсо X, который был избран антикоролём в 1257 году на основании того, что его дедом был Филипп Швабский. Альфонсо никогда не был в Германии, не имел там никакой реальной власти и отказался от притязаний в 1275 году.
- Елизавета фон Гонштайн (ум. 4 апреля 1380). Супруга Гюнтера фон Шварцбурга, который 30 января 1348 года был избран королём Германии после смерти императора Людовика IV, но Карл IV вынудил его отказаться от притязаний на престол 24 мая 1349 года.